# Nyborg

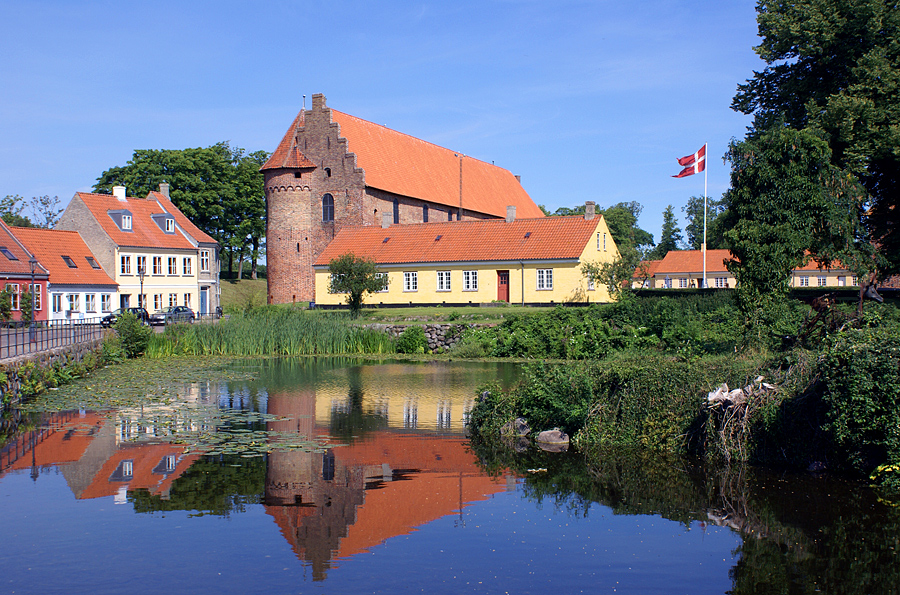
Castelul

Nyborg este un oraș în Danemarca.